# Franz Bayer (Politiker)
Franz Bayer (* 1. September 1853 in Saaz; † 27. Januar 1930) war ein böhmischer Augenarzt und Kommunalpolitiker. 

## Leben
Bayer wurde 1853 in Saaz als Sohn des k.k. Regimentsarztes beim 7. Dragoner Regiment Michael Bayer und dessen Ehefrau Aloisia Potzauer geboren. Er studierte in Prag Medizin und wurde zum Doktor der Medizin promoviert. Er war einer der Gründungsburschen der Landsmannschaft Hercynia Prag. Neben seiner Tätigkeit als Augenarzt war er seit 1885 Stadtvertreter in Reichenberg. Vom 23. März 1893 bis zum 23. März 1929 amtierte Bayer als Bürgermeister der Stadt Reichenberg.  In seine Amtszeit fiel die Errichtung des 1918 fertiggestellten Krematoriums auf dem Monstranzberg, wozu er wesentlich beitrug. Dies war das erste Krematorium auf dem Boden der österreichisch-ungarischen Monarchie. Sein Nachfolger wurde Carl Kostka.